# Даніелле Гармсен
Даніелле Гармсен (нід. Daniëlle Harmsen; нар. 25 січня 1986) — колишня нідерландська тенісистка.
Найвищу одиночну позицію світового рейтингу — 406 місце досягла 4 жовтня 2010, парну — 213 місце — 24 вересня 2012 року.
Здобула 5 одиночних та 33 парні титули туру ITF.
Завершила кар'єру 2013 року.

## Фінали ITF
| Турніри $100,000 |
| Турніри $75,000  |
| Турніри $50,000  |
| Турніри $25,000  |
| Турніри $10,000  |

### Одиночний розряд: 15 (5–10)
| Результат | Ранг | Дата              | Турнір                                  | Покриття | Суперниця           | Рахунок          |
| --------- | ---- | ----------------- | --------------------------------------- | -------- | ------------------- | ---------------- |
| Перемога  | 1.   | 25 червня 2006    | Алкмар, Нідерланди                      | Ґрунт    | Пауліне Вонг        | 6–1, 6–1         |
| Перемога  | 2.   | 26 червня 2006    | Гергюговард, Нідерланди                 | Ґрунт    | Деббріх Фейс        | 6–1, 1–6, 6–4    |
| Поразка   | 3.   | 2 вересня 2007    | Енсхеде, Нідерланди                     | Ґрунт    | Пауліне Вонг        | 6–7(1), 4–6      |
| Поразка   | 4.   | 23 червня 2008    | Бреда, Нідерланди                       | Ґрунт    | Ольга Калюжная      | 6–4, 2–6, 4–6    |
| Перемога  | 5.   | 13 липня 2008     | Брюссельський столичний регіон, Бельгія | Ґрунт    | Емілі Баке          | 6–1, 6–2         |
| Поразка   | 6.   | 17 серпня 2008    | Коксейде, Бельгія                       | Ґрунт    | Клодін Шоль         | 6–7(2), 6–7(7)   |
| Поразка   | 7.   | 22 червня 2009    | Роттердам, Нідерланди                   | Ґрунт    | Ірина Бремон        | 4–6, 2–6         |
| Поразка   | 8.   | 4 квітня 2010     | Анталія, Туреччина                      | Ґрунт    | Валентина Івахненко | 3–6, 6–7(5)      |
| Поразка   | 9.   | 27 червня 2010    | Роттердам, Нідерланди                   | Ґрунт    | Кікі Бертенс        | 4–6, 2–6         |
| Поразка   | 10.  | 13 березня 2011   | Анталія, Туреччина                      | Ґрунт    | Bibiane Weijers     | 0–6, 6–4, 3–6    |
| Поразка   | 11.  | 19 червня 2011    | Алкмар, Нідерланди                      | Ґрунт    | Eleanor Dean        | 7–6(1), 3–6, 1–6 |
| Поразка   | 12.  | 11 липня 2011     | Ясси, Румунія                           | Ґрунт    | Дьяна Бузян         | 6–7(9), 2–6      |
| Перемога  | 13.  | 26 листопада 2011 | Анталія, Туреччина                      | Ґрунт    | Юлія Парасюк        | 6–1, 6–2         |
| Перемога  | 14.  | 5 лютого 2012     | Анталія, Туреччина                      | Ґрунт    | Мартіна ді Джузеппе | 6–3, 6–4         |
| Поразка   | 15.  | 24 червня 2012    | Крайова, Румунія                        | Ґрунт    | Sabina Lupu         | 2–6, 4–6         |

### Парний розряд: 50 (33–17)
| Результат | Ранг | Дата              | Турнір                                        | Покриття   | Партнерка            | Суперниці                                    | Рахунок             |
| --------- | ---- | ----------------- | --------------------------------------------- | ---------- | -------------------- | -------------------------------------------- | ------------------- |
| Поразка   | 1.   | 4 липня 2004      | Гергюговард, Нідерланди                       | Ґрунт      | Сусанне Трік         | Александра Срндович Крістен ван Елден        | 1–6, 2–6            |
| Поразка   | 2.   | 10 січня 2005     | Штутгарт, Німеччина                           | Тверде     | Ева Пера             | Мервана Югич-Салкич Дарія Юрак               | 3–6, 5–7            |
| Поразка   | 3.   | 11 вересня 2005   | Енсхеде, Нідерланди                           | Ґрунт      | Нікол Тіссен         | Kelly de Beer Ева Пера                       | 4–6, 4–6            |
| Поразка   | 4.   | 25 червня 2006    | Алкмар, Нідерланди                            | Ґрунт      | Ева Пера             | Джессі де Вріс Деббріх Фейс                  | 5–7, 6–4, 6–7(4)    |
| Поразка   | 5.   | 2 липня 2006      | Гергюговард, Нідерланди                       | Ґрунт      | Alexandra Poorta     | Karen Nijssen Рене Рейнгард                  | 5–7, 3–6            |
| Перемога  | 6.   | 13 серпня 2006    | Ребек, Бельгія                                | Ґрунт      | Джессі де Вріс       | Клер де Губернатіс Вердіана Верарді          | 6–4, 6–2            |
| Перемога  | 7.   | 27 серпня 2006    | Влардінген, Нідерланди                        | Ґрунт      | Ева Пера             | Guo Xuanyu Чжоу Імяо                         | 6–2, 7–6(2)         |
| Поразка   | 8.   | 17 березня 2007   | Рим, Італія                                   | Ґрунт      | Марлена Мецінґер     | Дар'я Кустова Джулія Гатто-Монтіконе         | 4–6, 1–6            |
| Поразка   | 9.   | 19 червня 2007    | Алкмар, Нідерланди                            | Ґрунт      | Claire Lablans       | Ольга Брозда Наталія Колат                   | 3–6, 6–3, 3–6       |
| Перемога  | 10.  | 26 серпня 2007    | Влардінген, Нідерланди                        | Ґрунт      | Рене Рейнгард        | Таліта Де Ґрот Анна Савицька                 | 3–6, 6–4, 6–2       |
| Перемога  | 11.  | 10 вересня 2007   | Алфен-ан-ден-Рейн (муніципалітет), Нідерланди | Ґрунт      | Рене Рейнгард        | Келлі Андерсон Каді Пулер                    | 6–2, 6–4            |
| Поразка   | 12.  | 5 листопада 2007  | Редбрідж, Велика Британія                     | Тверде     | Рене Рейнгард        | Наомі Броді Патрицья Сандуська               | 6–0, 1–6, [5–10]    |
| Поразка   | 13.  | 11 листопада 2007 | Сандерленд, Велика Британія                   | Тверде     | Рене Рейнгард        | Катаріна Браун Елізабет Томас                | 3–6, 1–6            |
| Перемога  | 14.  | 26 січня 2008     | Каарст, Німеччина                             | Килим (i)  | Хаєнне Евейк         | Неда Козич Анастасія Полторацька             | 6–4, 6–1            |
| Поразка   | 15.  | 4 лютого 2008     | Алгарве, Португалія                           | Тверде     | Неуза Сілва          | Kateryna Herth Ніна Братчикова               | 4–6, 3–6            |
| Перемога  | 16.  | 24 березня 2008   | Tessenderlo, Бельгія                          | Ґрунт      | Марлот Медденс       | Марія Кондратьєва Ольга Брозда               | 6–4, 6–4            |
| Перемога  | 17.  | 22 червня 2008    | Алкмар, Нідерланди                            | Ґрунт      | Рене Рейнгард        | Неда Козич Полторацька Анастасія Вікторівна  | 6–2, 7–6(10)        |
| Перемога  | 18.  | 29 червня 2008    | Бреда, Нідерланди                             | Ґрунт      | Рене Рейнгард        | Іма Богуш Леся Цуренко                       | w/o                 |
| Перемога  | 19.  | 13 липня 2008     | Брюссель, Бельгія                             | Ґрунт      | Кім Кілсдонк         | Ольга Дуко Інеке Мерґарт                     | 6–4, 5–3 ret.       |
| Перемога  | 20.  | 18 липня 2008     | Звевегем, Бельгія                             | Ґрунт      | Кім Кілсдонк         | Тадея Маєрич Івета Герлова                   | 6–4, 6–2            |
| Поразка   | 21.  | 21 липня 2008     | Горб-ам-Неккар, Німеччина                     | Ґрунт      | Кім Кілсдонк         | Сімона Добра Луціє Кріґсманнова              | 6–2, 3–6, [8–10]    |
| Перемога  | 22.  | 5 листопада 2008  | Сандерленд, Велика Британія                   | Тверде (i) | Кім Кілсдонк         | Тара Мур Катаріна Браун                      | 6–7(4), 6–4, [10–4] |
| Перемога  | 23.  | 13 листопада 2008 | Джерсі, Велика Британія                       | Тверде (i) | Кім Кілсдонк         | Тара Мур Елізабет Томас                      | 7–6(4), 6–4         |
| Перемога  | 24.  | 15 березня 2009   | Діжон, Франція                                | Тверде     | Кім Кілсдонк         | Аманда Елліотт Віолетта Юк                   | 7–6(2), 6–1         |
| Перемога  | 25.  | 4 квітня 2009     | Пелам (Алабама), США                          | Ґрунт      | Кім Кілсдонк         | Фредеріка Пієдаде Марі-Ев Пеллетьє           | 6–4, 5–7, [11–9]    |
| Поразка   | 26.  | 30 серпня 2009    | Енсхеде, Нідерланди                           | Ґрунт      | Кім Кілсдонк         | Квірін Лемуан Сабіне ван дер Сар             | 2–6, 6–4, [8–10]    |
| Поразка   | 27.  | 6 вересня 2009    | Алмере, Нідерланди                            | Ґрунт      | Кім Кілсдонк         | Кікі Бертенс Нікол Тіссен                    | 6–4, 2–6, [4–10]    |
| Поразка   | 28.  | 8 листопада 2009  | Сандерленд, Велика Британія                   | Тверде (i) | Йосанне ван Беннеком | Jennifer Ren Джессіка Рен                    | 6–3, 4–6, [8–10]    |
| Перемога  | 29.  | 14 листопада 2009 | Джерсі, Велика Британія                       | Тверде (i) | Кікі Бертенс         | Тімеа Бабош Малу Ейдесгаард                  | 7–5, 7–5            |
| Перемога  | 30.  | 21 березня 2010   | Анталія, Туреччина                            | Ґрунт      | Кікі Бертенс         | Андреа Кох-Бенвенуто Фатіма Ан-Набхані       | 6–2, 6–4            |
| Перемога  | 31.  | 12 вересня 2010   | Алфен-ан-ден-Рейн, Нідерланди                 | Ґрунт      | Bibiane Weijers      | Ксенія Ликіна Ірена Павлович                 | 6–3, 6–2            |
| Перемога  | 32.  | 17 січня 2011     | Штутгарт, Німеччина                           | Тверде (i) | Марина Мельникова    | Яна Чепелова Міхаела Похабова                | 3–6, 6–4, [14–12]   |
| Перемога  | 33.  | 13 лютого 2011    | Майорка, Іспанія                              | Ґрунт      | Скарлетт Вернер      | Река Луца Яні Конні Перрен                   | 6–4, 6–3            |
| Перемога  | 34.  | 12 березня 2011   | Анталія, Туреччина                            | Ґрунт      | Bibiane Weijers      | Марія Жаркова Євгенія Пашкова                | 6–3, 7–5            |
| Перемога  | 35.  | 18 квітня 2011    | Чивітавекк'я, Італія                          | Ґрунт      | Река Луца Яні        | Дьяна Бузян Ліана Унгур                      | 6–2, 6–3            |
| Перемога  | 36.  | 4 липня 2011      | Крайова, Румунія                              | Ґрунт      | Дьяна Бузян          | Елена Богдан Міхаела Бузернеску              | 4–6, 7–6(5), [10–6] |
| Перемога  | 37.  | 11 липня 2011     | Ясси, Румунія                                 | Ґрунт      | Дьяна Бузян          | Йонела-Андрея Йова Андрея Вейдяну            | 6–4, 6–1            |
| Перемога  | 38.  | 5 вересня 2011    | Алфен-ан-ден-Рейн, Нідерланди                 | Ґрунт      | Дьяна Бузян          | Катажина Пітер Барбара Собашкевич            | 6–2, 6–7(4), [11–9] |
| Поразка   | 39.  | 17 жовтня 2011    | Анталія, Туреччина                            | Ґрунт      | Дьяна Бузян          | Софія Квацабая Марина Заневська              | 4–6, 1–6            |
| Перемога  | 40.  | 24 жовтня 2011    | Анталія, Туреччина                            | Ґрунт      | Дьяна Бузян          | Лаура Йоана Пар Камелія Хрістя               | 6–0, 6–3            |
| Перемога  | 41.  | 21 листопада 2011 | Анталія, Туреччина                            | Ґрунт      | Дьяна Бузян          | Даліла Якупович Зара-Ребекка Секуліч         | 6–1, 6–3            |
| Перемога  | 42.  | 28 листопада 2011 | Анталія, Туреччина                            | Ґрунт      | Дьяна Бузян          | Elena-Teodora Cadar Іоана Лоредана Рошка     | 7–5, 6–2            |
| Перемога  | 43.  | 30 січня 2012     | Анталія, Туреччина                            | Ґрунт      | Дьяна Бузян          | Ілона Кремінь Емі Мутагуті                   | 6–0, 1–6, [10–6]    |
| Перемога  | 44.  | 6 лютого 2012     | Анталія, Туреччина                            | Ґрунт      | Дьяна Бузян          | Seda Arantekin Гюля Есен                     | 7–6(5), 6–1         |
| Поразка   | 45.  | 2 липня 2012      | Роверето, Італія                              | Ґрунт      | Дьяна Бузян          | Естель Гізар Джулія Майр                     | 3–6, 3–6            |
| Перемога  | 46.  | 30 липня 2012     | Ребек, Бельгія                                | Ґрунт      | Дьяна Бузян          | Леслі Керкгове Мельникова Марина Анатоліївна | 6–4, 6–2            |
| Перемога  | 47.  | 6 серпня 2012     | Коксейде, Бельгія                             | Ґрунт      | Дьяна Бузян          | Міртій Жорж Céline Ghesquière                | 3–6, 6–3, [10–5]    |
| Перемога  | 48.  | 3 вересня 2012    | Алфен-ан-ден-Рейн, Нідерланди                 | Ґрунт      | Дьяна Бузян          | Корінна Дентоні Юстіна Озга                  | 6–2, 6–0            |
| Перемога  | 49.  | 29 жовтня 2012    | Анталія, Туреччина                            | Ґрунт      | Дьяна Бузян          | Гюля Есен Лютфіє Есен                        | 4–6, 6–1, [10–3]    |
| Поразка   | 50.  | 5 листопада 2012  | Анталія, Туреччина                            | Ґрунт      | Дьяна Бузян          | Агнеш Букта Петра Крейсова                   | w/o                 |